# Kira Toussaint
Kira Toussaint (* 22. Mai 1994 in Amstelveen) ist eine niederländische Rücken- und Freistilschwimmerin.

## Leben
Toussaint ist die Tochter von Jolanda de Rover.
Sie wurde bei den Kurzbahneuropameisterschaften 2019 im schottischen Glasgow Europameisterin über 50 und 100 m Rücken.

## Rekorde

### Persönliche Rekorde

#### Langbahn
- 50 m Rücken – 00:27,10 (10. April 2021 in Eindhoven)
- 100 m Rücken – 00:58,65 (11. April 2021 in Eindhoven)
- 200 m Rücken – 02:10,02 (9. April 2021 in Eindhoven)

#### Kurzbahn
- 50 m Rücken – 00:25,60 (14. November 2020 in Budapest) – Weltrekord[3]
- 100 m Rücken – 00:55,17 (4. Dezember 2019 in Glasgow)
- 200 m Rücken – 02:01,26 (4. November 2021 in Kasan)